# Adolf Jorkasch-Koch (młodszy)
Adolf Jorkasch-Koch (ur. 3 października 1848 we Lwowie, zm. 23 kwietnia 1909 w Wiedniu) – c. k. urzędnik skarbowy, minister.

## Życiorys
Urodził się w 1848. Legitymował się tytułem barona (Freiherr) w rodzinie Jorkasch-Koch, będącej pochodzenia niemieckiego, osiadłej w Galicji, której członkowie poczuwali się Polakami. Jego rodzicami byli Adolf (1823-1902, urzędnik skarbowy) i Joanna z domu Kulczycka, a rodzeństwem Franciszka (żona Juliusza Bernaczka, radcy dworu w Najwyższym Trybunale w Wiedniu), Michał (1859-, także urzędnik skarbowy), August (c. k. urzędnik).
W 1869 wstąpił do służby w c. k. dyrekcji skarbu we Lwowie (od 1869 do 1891 stanowisko wiceprezydenta krajowej dyrekcji skarbu pełnił jego ojciec). W 1895 podjął służbę w c. k. ministerstwie skarbu w Wiedniu. Od 21 grudnia 1899 do 18 stycznia 1900 był szefem sekcji (ministrem) finansów (skarbu) w rządzie Heinricha Witteka. Od 15 listopada 1908 do 10 lutego 1909 był ministrem finansów (skarbu) w rządzie Richarda Bienertha. Po 40 latach służby w lutym 1909 złożył rezygnację i został przeniesiony w stały stan spoczynku. Podczas jego rządów ustabilizowała się liczba polskich urzędników w ministerstwie skarbu. Był ceniony za troskę o sprawy polskie w Galicji. Cieszył się ogólną sympatią i życzliwością.
W 1899 otrzymał tytuł tajnego radcy. Został wyróżniony tytułem honorowego obywatelstwa Bochni.
Zmarł 23 kwietnia 1909 w Wiedniu na zapalenie płuc. Został pochowany na Cmentarzu Centralnym w Wiedniu. W pogrzebie uczestniczyli przedstawiciele polskich władz, parlamentarzyści.

## Odznaczenia
austro-węgierskie
- Krzyż Wielki Orderu Franciszka Józefa (1903)[14][15][16]
- Order Korony Żelaznej I klasy (1909)[10][3].
- Order Korony Żelaznej II klasy (1898)[17]
- Krzyż Kawalerski Orderu Leopolda 1895)[18]